# Chimarra sepulchralis
Chimarra sepulchralis är en nattsländeart som beskrevs av Hagen 1858. Chimarra sepulchralis ingår i släktet Chimarra och familjen stengömmenattsländor. Inga underarter finns listade i Catalogue of Life.